# 日本アクセス
株式会社日本アクセス（にっぽんアクセス、英: Nippon Access, Inc.）は、東京都品川区に本社を置く食料品を中心とした総合食品商社。伊藤忠商事の完全子会社（連結子会社）。

## 概要
かつては雪印乳業（現：雪印メグミルク）のグループ企業であり、「雪印アクセス」の社名で知られる大手の食品卸業者であった。
しかし、雪印集団食中毒事件や雪印牛肉偽装事件の影響を受け、伊藤忠商事が、雪印乳業の負債を肩代わりする代わりに雪印グループ内で黒字会社であった雪印アクセスの株式を譲り受けたことを契機に、2004年（平成16年）には伊藤忠商事が筆頭株主となったことで雪印グループを離脱し、現在の社名となる。解散した雪印食品に代わり、一部の商品が「アクセスブランド」として、継承販売されている。
2006年（平成18年）に伊藤忠商事の連結子会社となり、2007年（平成19年）4月に同グループ内の西野商事と合併。またその後も、2011年（平成23年）3月にファミリーコーポレーションと合併、同年10月に伊藤忠フレッシュの事業譲渡を受け、同グループ内の再編によって拡大を続けている。
2018年（平成30年）にアートヴィレッジ大崎セントラルタワーから住友不動産大崎ガ－デンタワーに本社を移転。

## 沿革

### 前史
仁木島商事
- 1918年（大正7年）：乳製品卸売業「仁木島商店」が東京府東京市で創業。
- 1934年（昭和9年）：株式会社仁木島商店に社名変更。
- 1955年（昭和30年）：雪印乳業が資本参加。
- 1967年（昭和42年）：仁木島商事株式会社に社名変更。

島屋商事
- 1921年（大正10年）：バター専門卸「島屋商店」が大阪府大阪市で創業。
- 1939年（昭和14年）：島屋商事株式会社に改組。
- 1955年（昭和30年）：雪印乳業が資本参加。

雪印物産
- 1952年（昭和27年）：雪印乳業が東京乳製品商会（解散）の営業権を譲受し、株式会社雪アイスが東京都港区で設立。
- 1957年（昭和32年）：雪印物産株式会社に社名変更。

雪印商事
- 1952年（昭和27年）：大阪市乳製品株式会社が大阪府大阪市で設立。
- 1965年（昭和40年）：雪印商事株式会社に社名変更。

東京雪印販売
- 1955年（昭和30年）：雪印アイスクリーム販売株式会社が東京都中央区で設立。
- 1985年（昭和60年）：東京雪印販売株式会社に社名変更。

### 合併
- 1993年（平成5年）：雪印グループ5社（雪印物産株式会社、雪印商事株式会社、島屋商事株式会社、仁木島商事株式会社、東京雪印販売株式会社）の合併により、株式会社雪印アクセスとなる。
- 2002年（平成14年）：杉野雪印アクセス株式会社（現：日本アクセス北海道株式会社）と株式会社九州雪販を子会社化。
- 2004年（平成16年）：現社名株式会社日本アクセスに商号（社名）変更。筆頭株主は伊藤忠商事となり、雪印グループから離脱（取引関係は継続）。
- 2005年（平成17年）：子会社であった株式会社九州雪販の解散により、九州エリアの営業を譲り受ける。
- 2006年（平成18年）：伊藤忠商事の公開買付けにより連結子会社となる。
- 2007年（平成19年）4月1日：伊藤忠商事傘下の西野商事と合併。
- 2010年（平成22年）3月5日：伊藤忠商事が雪印乳業保有分を除く全株式を対象に再度公開買付けを実施。
- 2019年（平成31年）3月11日：株式交換により伊藤忠商事の完全子会社となる。

## プロロジスパーク岩沼1にて火災
日本アクセスなどが入居する「プロロジスパーク岩沼1」において、2020年4月30日に火災が発生し、延床面積4万㎡の建屋が全焼した。
「プロロジスパーク岩沼1」に入居していたテナント：日本アクセス、F-LINE、プラス（ジョインテックス、オペレーションは日本通運）